# Hemisphaerius cruentatus
Hemisphaerius cruentatus är en insektsart som beskrevs av Butler 1875. Hemisphaerius cruentatus ingår i släktet Hemisphaerius och familjen sköldstritar. Inga underarter finns listade i Catalogue of Life.